# 정승윤
정승윤(鄭勝允, 1969년 10월 3일, 울산광역시 울주군 서생면 ~ )는 대한민국의 법조인, 교육인 출신 정무직 공무원으로 국민권익위원회 부위원장과 사무처장을 역임하였으며 현재 부산대 법학전문대학원 교수이다.

## 학력
- 금사국민학교 졸업
- 금사중학교 졸업
- 내성고등학교 졸업
- 서울대학교 법과대학 법학 학사
- 부산대학교 대학원 법학 석사과정 수료
- 부산대학교 대학원 법학 박사과정 수료

## 경력
- 1993.12 제35회 사법시험 합격
- 1994.03 ~ 1996.02 제25기 사법연수원 수료
- 1996.04 ~ 1997.12 부산지방검찰청 공익법무관
- 1998.01 ~ 1999.04 부산고등검찰청 공익법무관
- 1999.04 ~ 2001.02 서울남부지방검찰청 검사
- 2001.02 ~ 2003.02 광주지방검찰청 순천지청 검사
- 2004.12 ~ 2006.08 부산지방변호사회 소속변호사
- 2006.09 부산대학교 법과대학 행정법 교수
- 2006.09 ~ 2023.01 부산대학교 법학전문대학원 전임교수
- 2010.01 ~ 2010.12 1기 진실·화해를위한과거사정리위원회 상임위원
- 2013.01 ~ 2015.01 국회공직자윤리위원회 위원
- 2019 자유한국당 기장군 당협위원장
- 2023.01 ~ 2023.03 제6대 국민권익위원회 부위원장 겸 중앙행정심판위원회 위원장
- 2023.03 ~ 2024.12 제9대 국민권익위원회 부위원장
- 2023.07 ~ 제13대 한국공무원불자연합회 회장

## 병역
- 1996.04.27 ~ 1999.04.26 공익법무관 복무만료

## 역대 선거 결과
|  | 6.07% |

|  | 40.19% |